# くぁwせdrftgyふじこlp
くぁwせdrftgyふじこlpとは、文字では表せない悲鳴を表現するときに使われるインターネットスラングである。本来は音読不能であるが、語中の平仮名より「ふじこ」とも呼称される。使い方は、精神的ダメージを受けた時や、声にならない悲鳴、びっくりした時の悲鳴、ボケなどさまざまである。ふじことひらがな表記で用いる場合、三人称の文脈でふじこふじこと重ねて使われる場合がある（第三者に喚かれたことを表す場合など）。

## 概要
日本語におけるキースマッシュ表現においては、広く知られる事例である。
初出は、2003年にインターネット掲示板「2ちゃんねる」に立てられたスレッド「キーボードの上から三段目と四段目を二本指で左からダーすると」〔ママ〕である。ネットスラングとして広まったため、『電車男』などインターネットやオタクを題材とした作品、漫画・ゲーム・ライトノベルで多く使われる。
ドラえもんの作者の「藤子・F・不二雄」とは一切関係していない。

## 表記の方法

QWERTY配列。キーボードの「Q」に右手の中指、「A」に右手の人差し指を置いて左から右へ滑らせると、「くぁwせdrftgyふじこlp」と表示される。

QWERTY配列のキーボードを用い、フルキーの3段目と2段目を交互に入力すると文字列「qawsedrftgyhujikolp」が得られるが、ローマ字から日本語入力システムのローマ字テーブル（ローマ字とひらがなの対応表）によっては、必ずこの文字列になるとは限らない。いずれの場合も平仮名「ふじこ」 (hujiko) の表記は入る。
Microsoft IMEなど、日本語入力中の英字入力が標準で全角となるインプットメソッドを使った場合は「くぁｗせｄｒｆｔｇｙふじこｌｐ」と表示される。

## 漫画・アニメなどの使用例
基本は音読できないが、作品によって読み方は異なるケースもある。
- 2010年に放送されたテレビアニメ『俺の妹がこんなに可愛いわけがない』には同名のBGMが存在する[4][5]。
- 2012年に発売されたゴールデンボンバーのアルバム『ゴールデン・アルバム』の収録曲「デスメンタル」の歌詞[6]。
- 2015年に発売された漫画雑誌『まんがタイムきららフォワード』9月号の漫画『ゆるキャン△』第3話の志摩リンと斉藤恵那のSNSでの発言内に登場し、2018年に放送されたそのテレビアニメ版第1期第2話ではそれが実際に発音された[7]。2020年に放送された同作のテレビドラマ版第2話でも同じセリフが再現された[8]。
- 2016年に放送されたテレビアニメ『ワンパンマン』第8話のイナズマックスのセリフ[9]。